# 常瑞華
常瑞華（1960年—），華裔美國科學家，籍貫中國大陸哈爾濱，生於台灣，加州大学伯克利分校Whinnery榮休教授，中国工程院外籍院士、美国国家工程院院士、国际电气与电子工程师学会会士、美国光学学会会士，同時也是深圳博升光電董事长兼创始人。曾任柏克莱加州大学工学院副院长及电子工程与计算机科学系Whinnery讲座教授，清华-伯克利深圳学院共同院长。2023年起，任香港中文大学（深圳）学勤讲座教授，负责学校微电子学科群建设。

## 生平
常瑞華於1960年生於台灣。她的父親是哈尔滨人，16歲時來到台湾。常瑞華高中就讀於臺北市立第一女子高級中學。
1978年中華民國與美國斷交，為方便回鄉，常父率領全家移民美国。她曾就讀於斯坦福大學旁的山麓社区大学，後转学至加州大学戴维斯分校，取得電子和計算工程學士學位。之後進入加州大学伯克利分校，並於1987年獲博士學位。畢業後，她曾在貝爾實驗室工作。此後又先後任教於斯坦福大學電機系、加州大学伯克利分校電機系，並歷任電機系主任、光電奈米技術研究中心主任。她獲選美國國家工程學院吉爾布芮絲講座，是當屆得獎人之中惟一的華裔與惟一的女性。